# Muereasca
Muereasca é uma comuna romena localizada no distrito de Vâlcea, na região de Oltênia. A comuna possui uma área de 42.88 km² e sua população era de 2713 habitantes segundo o censo de 2007.